# Palazzo Reggiani
Der Palazzo Reggiani, auch Palazzo Corbizzi oder Palazzo Corbizi, ist ein Palast aus dem 17. Jahrhundert im historischen Zentrum von Forlì in der italienischen Region Emilia-Romagna. Er liegt in der Via Anita Garibaldi.

## Geschichte
Den Palast ließ die Familie Corbizzi 1652 auf den Resten eines mittelalterlichen Gebäudes errichten, von dem ein Doppelfenster erhalten blieb, das 1925 zusammen mit seinem Rahmen aus Terrakotta und Spuren eines Eingangsportals, entdeckt wurde.
Im 16. Jahrhundert wurde der Palazzo Reggiani wesentlichen Veränderungen unterzogen. Die spektakuläre Treppe mit parallelen Zügen und einem Balkon als Krönung wurde gebaut.

## Beschreibung
In der Mitte des Gewölbes im Erdgeschoss gibt es ein Fresko der Allegorie der Zeit und der Jahreszeiten, das dem Maler Francesco Mancini zugeschrieben wird, wogegen in den Wandnischen zwei schöne Statuen in Stuck (Apollon und Diana) angebracht sind.
Im Erdgeschoss findet sich auch eine Kassettendecke, die mit den heraldischen Symbolen der Familien Becci und Manfredi aus Valdinoce versehen ist und vom Anfang des 16. Jahrhunderts stammt. Daneben gibt es einen großen Saal, den der Maler Antonio Basoli im 19. Jahrhundert dekorierte.
Der große, vollkommen geschmückte Empfangssalon im ersten Obergeschoss wurde 1782 vom Quadraturmaler Flaminio Minozzi aus Bologna bemalt; in der Mitte des Gewölbes fertigte der Maler Giuseppe Marchetti das Fresko Das Urteil des Paris.
Unter dem Gebäude wurden zahlreiche Überreste gefunden, die vermutlich zum römischen Forum von Forlì gehörten.